# Clásica Jaén 2025
De vierde editie van de Spaanse wielerwedstrijd Clásica Jaén werd verreden op 17 februari 2025 en was onderdeel van de UCI Europe Tour.

## Verloop
Titelverdediger was de Spanjaard Oier Lazkano, hij nam deze editie niet deel. Start en finish van deze editie waren, net als in voorgaande jaren, in Úbeda en kende een lengte van bijna 170 kilometer. De Pool Michał Kwiatkowski wist deze editie naar zijn hand te zetten middels een solo van iets meer dan twaalf kilometer. De Mexicaan Isaac del Toro kwam zo'n dertig seconden na Kwiatkowski als tweede over de finish. Het podium werd volledig gemaakt door de Spanjaard Ibon Ruiz die eerder al als vroege vluchter zich liet zien in de wedstrijd.

## Uitslag
| Plaats  | Naam                  | Ploeg                           | tijd     |
| ------- | --------------------- | ------------------------------- | -------- |
| Winnaar | Michał Kwiatkowski    | INEOS Grenadiers                | 4u00'25" |
| 2       | Isaac del Toro        | UAE Team Emirates-XRG           | + 31"    |
| 3       | Ibon Ruiz             | Equipo Kern Pharma              | + 46"    |
| 4       | Jordan Labrosse       | Decathlon AG2R La Mondiale Team | + 1'53"  |
| 5       | Axel Laurance         | INEOS Grenadiers                | z.t.     |
| 6       | Eric Antonio Fagúndez | Burgos-Burpellet-BH             | + 1'57"  |
| 7       | Clément Berthet       | Decathlon AG2R La Mondiale Team | z.t.     |
| 8       | Carlos Canal          | Movistar Team                   | z.t.     |
| 9       | Ben Tulett            | Team Visma-Lease a Bike         | + 1'59"  |
| 10      | Tim Wellens           | UAE Team Emirates-XRG           | + 2'00"  |
|         |                       |                                 |          |
| 17      | Alex Molenaar         | Caja Rural-Seguros RGA          | + 2'54"  |

2022 · 2023 · 2024 · 2025